# Lagoa do Caldeirão
A Lagoa do Caldeirão localiza-se no chamado Caldeirão do Corvo, no concelho de Vila do Corvo, na ilha do Corvo, nos Açores.

## Características
Trata-se de uma lagoa formada no interior da cratera do vulcão que deu origem à ilha há cerca de 1 a 1,5 milhões de anos, cratera essa que apresenta 2 400 metros de perímetro. A lagoa encontra-se a 300 metros de profundidade, contados desde o bordo da cratera até ao mencionado lençol de água. Nela se encontram diversas pequenas ilhas que praticamente a conseguem dividir em lagoas menores dependendo da pluviosidade.
Encontra-se abrangida pela Zona de Protecção Especial da Costa e Caldeirão da Ilha do Corvo. A atribuição desta classificação procurou preservar toda a área envolvente que é extremamente rica em biodiversidade.